# Gwandara (langue)
Pour les articles homonymes, voir Gwandara et gwn.
Le gwandara est une langue tchadique parlée au Nigeria par les populations gwandara.